# Anarchist Black Cross
Anarchist Black Cross eller Retsgruppen ABC er en anarkistisk politisk støtteorganisation, der yder retshjælp og juridisk vejledning særligt til systemkritiske grupperinger og fængslede.
Anarchist Black Cross sporer sine rødder tilbage til tiden omkring den russiske revolution, hvor en organisation ved navn Anarkistisk Røde Kors blev oprettet for at støtte politiske fanger og deres familier. Senere ændredes navnet til Anarkistisk Sorte Kors for at undgå forveksling med nødhjælpsorganisationen Røde Kors.
I Danmark er ABC primært repræsenteret ved afdelingen ABC København, der fokuserer på solidaritetsarbejde for folk, der er frihedsberøvede for en politisk betonet forbrydelse. Dertil yder de retshjælp til modkultur-aktivister og arbejder blandt disse for at udbrede kendskabet til borgerrettigheder og hvordan man bedst anvender disse.